# Athetis mozambica
Athetis mozambica là một loài bướm đêm trong họ Noctuidae.